# Línguas chádicas
As línguas chádicas são uma família de línguas falada ao longo do norte da Nigéria, Níger, Chade, República Centro-africana e Camarões, que fazem parte das línguas afro-asiáticas. A língua chádica mais falada é o hauçá, língua franca de grande parte da África Ocidental. Divide-se em quatro subgrupos:
- Línguas biu-mandara
- Línguas chádicas orientais
- Línguas massa
- Línguas chádicas ocidentais